# Conxita Pascual Font
Conxita Pascual Font (Girona, ?) és una exjugadora de basquetbol gironina.
Formada a Girona, es traslladà a Barcelona on jugà al Picadero Jockey Club durant deu temporades (1953-63), aconseguint el subcampionat d'Espanya el 1960. L'any següent competí a la Copa d'Europa, degut a la renúncia del CE Cottet a participar-hi, i formà part del primer equip femení de l'Estat espanyol en disputar competicions europees. Després de la seva retirada, continuà vinculada a l'entitat i exercí com a entrenadora. El 1999 fou distingida com Històrica del Bàsquet Català per la Fundació de Bàsquet Català.